# St. Franziskus Xaverius (Unseburg)

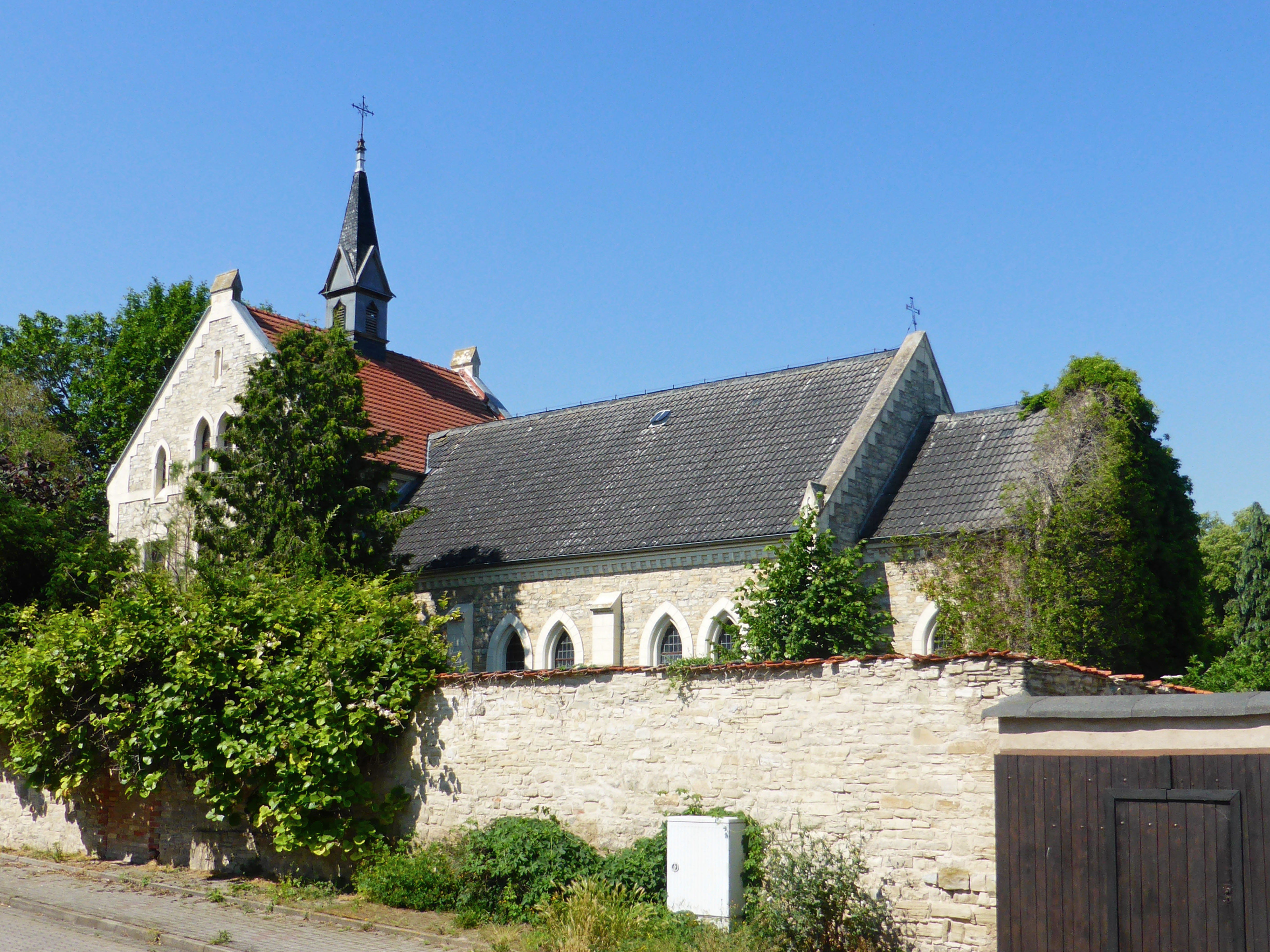
Ehemalige St.-Franziskus-Xaverius-Kirche von Nordosten (2021)

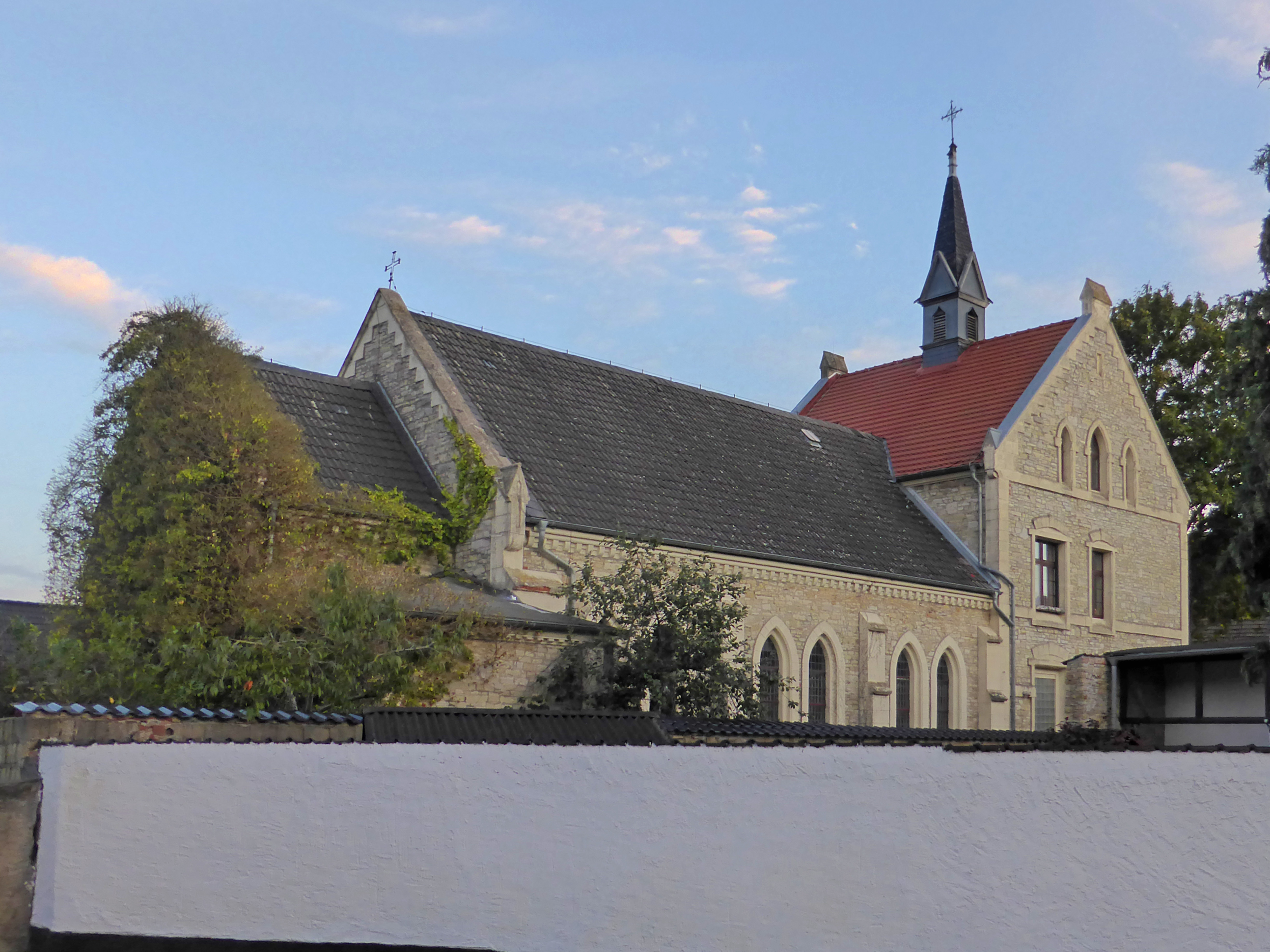
Ehemalige St.-Franziskus-Xaverius-Kirche von Nordwesten (2021)

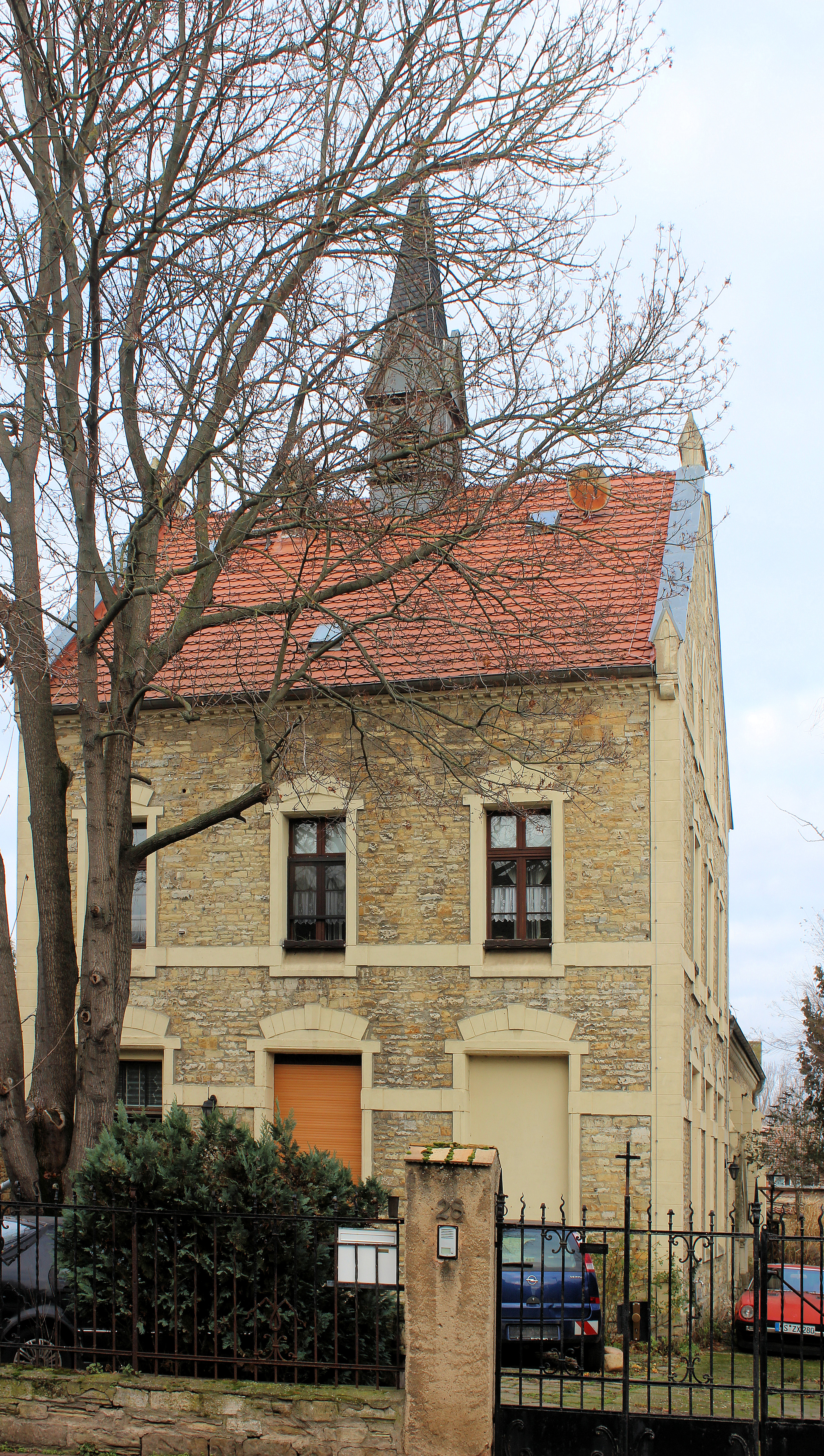
Ehemaliges Pfarrhaus von Süden (2021)

Die Kirche Sankt Franziskus Xaverius war die katholische Kirche in Unseburg, einem Ortsteil der Gemeinde Bördeaue im Salzlandkreis in Sachsen-Anhalt. Das Gebäude hat die Adresse Breite Straße 28 (Ecke Bäckergasse) und ist im Denkmalverzeichnis des Landes Sachsen-Anhalt unter der Erfassungsnummer 094 11227 als Baudenkmal verzeichnet.

## Geschichte
Nach der Reformation im 16. Jahrhundert siedelten sich erst wieder ab dem 19. Jahrhundert Katholiken in größerer Zahl in Unseburg an. Viele von ihnen kamen aus dem Eichsfeld, sie fanden Arbeit in der Landwirtschaft und in der Zuckerfabrikation. Sie wurden zunächst von der Pfarrei Egeln aus seelsorglich betreut, nach Gründung der Kirchengemeinde Wolmirsleben im Jahre 1871 von dieser.
1905/06 wurden seitens der Kirchengemeinde St. Johannes Baptist in Wolmirsleben, deren Pfarrbezirk damals auch Unseburg umfasste, die nach dem Heiligen Franz Xaver benannte Kirche und das Pfarrhaus erbaut. Der Gebäudekomplex entstand nach Plänen von Arnold Güldenpfennig, Diözesanbaumeister des Bistums Paderborn, zu dem Unseburg damals gehörte. Am 20. Mai 1907 erfolgte die Kirchweihe.
Das Pfarrhaus steht an der Breiten Straße, an seiner Rückseite ist die Kirche angebaut. Auf dem Dach des Pfarrhauses befindet sich ein kreuzbekrönter Dachreiter. In dieser Bauform entstanden gegen Anfang des 20. Jahrhunderts auch andere Kirchen, wie zum Beispiel Herz Jesu (Atzendorf), St. Norbert (Calbe), Herz Jesu (Eilsleben), Herz Jesu (Gerbstedt), Herz Jesu (Hecklingen), St. Marien (Loburg), St. Josef (Löderburg), Heilig Kreuz (Sandersleben), St. Paulus (Unterlüß) und Maria Hilfe der Christen (Wietze). Auch die Kirchen St. Elisabeth (Alsleben) und Herz Jesu (Osternienburg) entstanden in ähnlicher Form.
Am 23. April 1906 war bereits die Ernennung des Priesters Theodor Baumeister zum Vikarieverweser von Unseburg erfolgt, mit ihm wurde die Kirchengemeinde Unseburg gegründet.
Weil die Zahl der Gemeindemitglieder und Gottesdienstbesucher abgesunken war, fanden am 4. März 2012 der letzte Gottesdienst und die Profanierung der Kirche statt, und bereits am 28. September 2012 wurde das Grundstück mit dem Gebäudekomplex auf einer Auktion versteigert.
Zuletzt gehörte die Kirche zur Pfarrei St. Marien Staßfurt-Egeln im Dekanat Egeln des Bistums Magdeburg. Die nächstgelegene katholische Kirche ist heute die St.-Johannes-Baptist-Kirche in Wolmirsleben in rund vier Kilometer Entfernung.